# Belgische federale regering

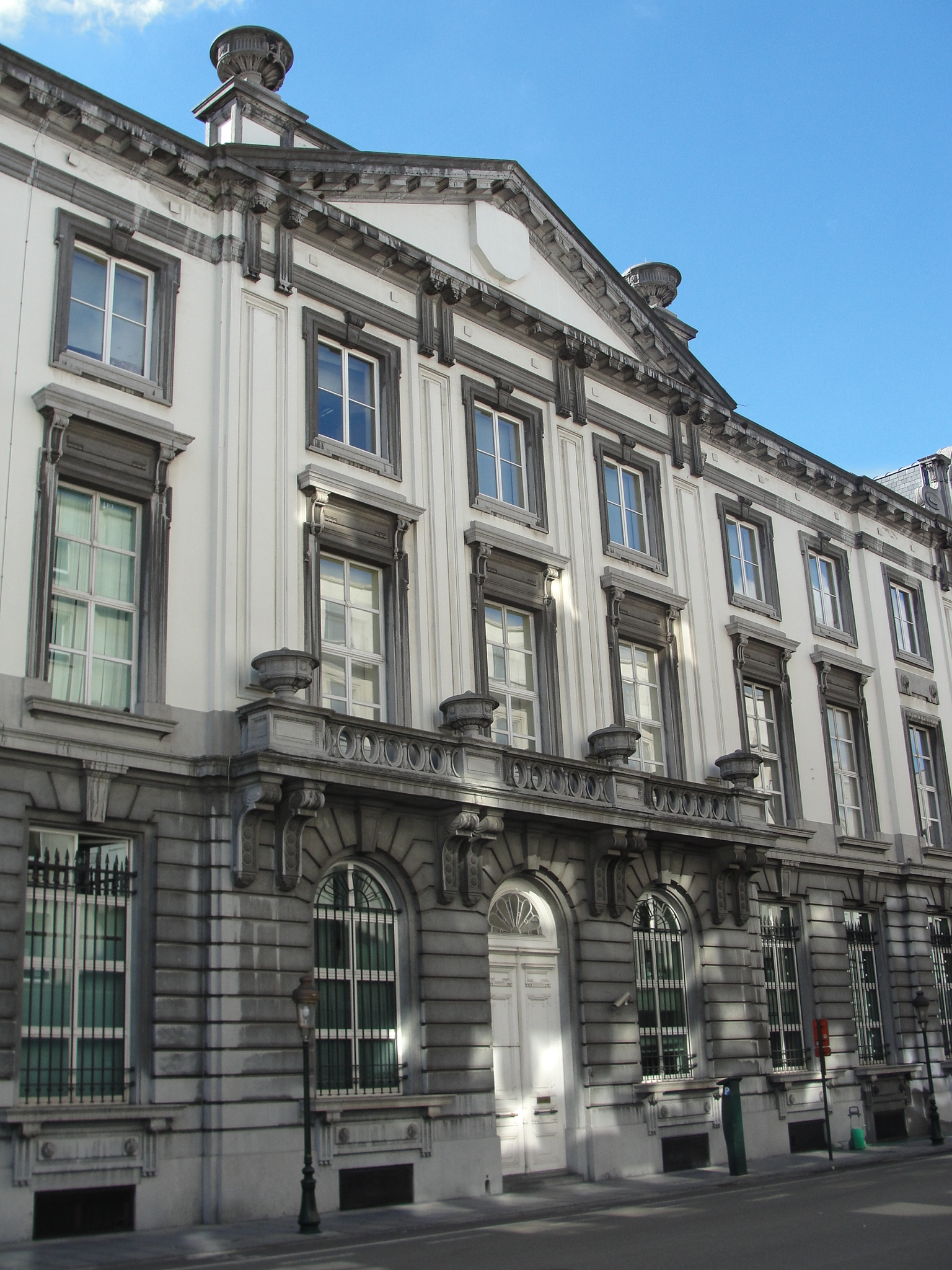
De zetel van de federale regering is sinds 1944 gevestigd in de Wetstraat 16, waar de Ministerraad op vrijdagmorgen bijeenkomt.

De Belgische federale regering is de uitvoerende macht van België. Ze voert niet alleen de Belgische wetten uit, maar speelt ook een rol bij de wetgevende macht via wetsontwerpen en amendementen.
De federale regering bestaat uit ten hoogste 15 ministers. Hiernaast kunnen er ook nog staatssecretarissen worden toegevoegd aan de regering. Deze regering is samengesteld uit evenveel Nederlandstaligen als Franstaligen, eventueel de eerste minister uitgezonderd.
De ministers en staatssecretarissen zijn de medewerkers van de koning als hoofd van de uitvoerende macht. Gezien de ministeriële verantwoordelijkheid is de regering het politieke hoofd (niet het juridische) van de uitvoerende macht.
Sinds 1944 bevindt de zetel van de federale regering zich in de Wetstraat 16, waar de Ministerraad op vrijdagmorgen bijeenkomt.

## Samenstelling

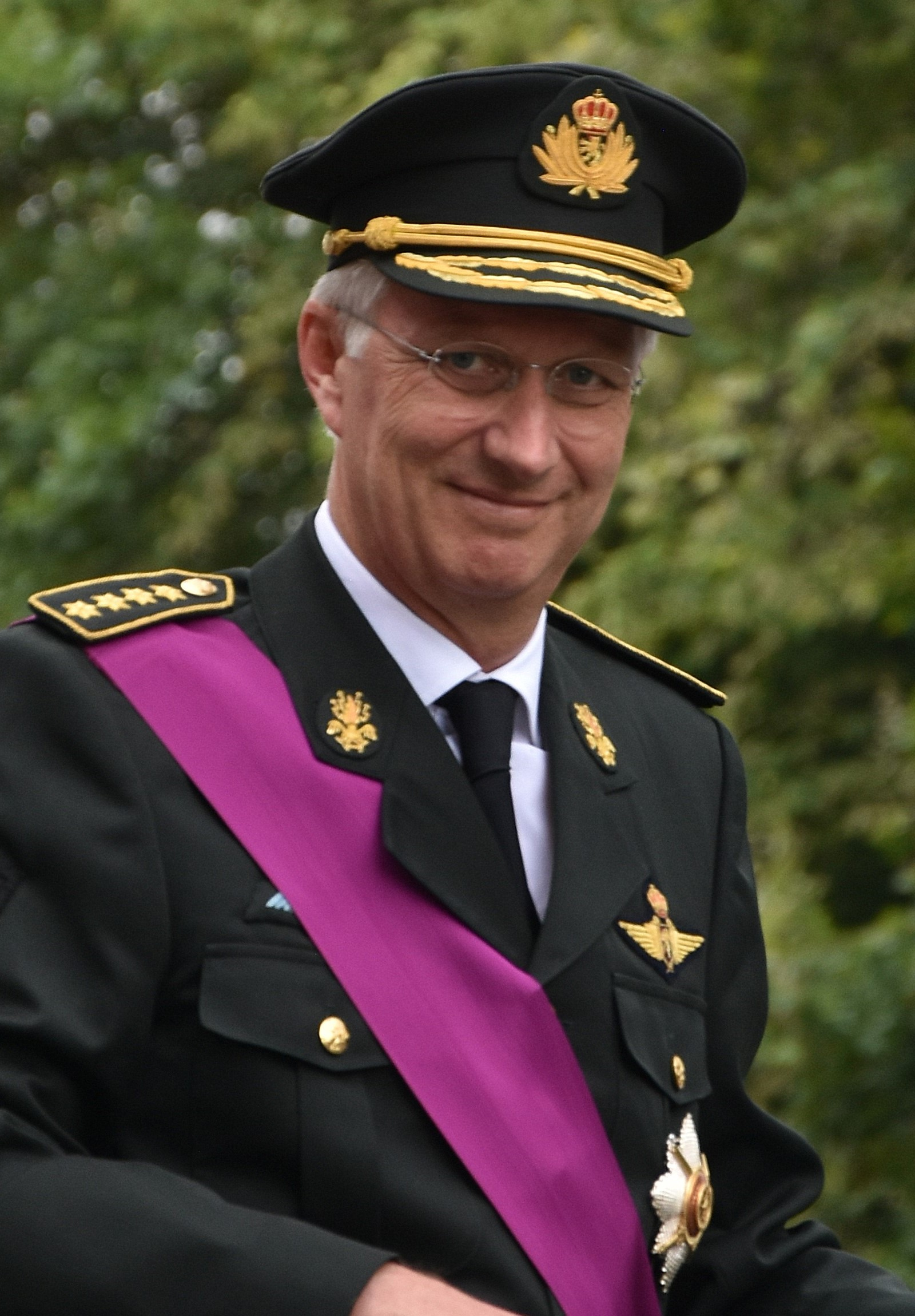
Volgens de Grondwet benoemt Koning Filip de ministers van de Belgische federale regering.

Volgens de Grondwet benoemt de koning de ministers van de Belgische federale regering. In de praktijk echter worden de ministers meestal door de partijleiders van de coalitiepartners geselecteerd.
België heeft een representatief kiessysteem waardoor uit een bepaald kiesgebied vertegenwoordigers uit meerdere partijen worden aangeduid (in tegenstelling tot het meerderheidsstelsel waar een kiesdistrict slechts 1 vertegenwoordiger aanduidt). Door de werking van het Belgische kiessysteem en de verschillende kiesomschrijvingen is het bijna onmogelijk (onder meer door de splitsing van de meeste partijen in een Vlaamse en Waalse tak) dat een enkele partij een absolute meerderheid verwerft in het federale parlement. Er moeten dus altijd coalitieregeringen worden gevormd.
In de praktijk zal de koning na de verkiezingen verschillende partijvoorzitters en andere belangrijke gesprekspartners (zoals vakbonden en werkgeversorganisaties) consulteren voordat hij een informateur benoemt, soms geeft de koning verschillende mensen opdrachten om informatie te verzamelen over de mogelijkheden voor een regeringsvorming (die functies kunnen allerlei namen hebben zoals "verkenner", "verzoener", "(institutioneel) bemiddelaar", "begeleider", "ontmijner", "verduidelijker" etc.). Nadat de informateur de mogelijkheden voor een coalitie heeft verkend, zal de koning een formateur aanduiden die een regeringsprogramma en regering samenstelt. Gewoonlijk is de formateur ook de toekomstige eerste minister maar in uitzonderlijke gevallen kan de formateur een andere persoon als eerste minister naar voren schuiven. De koning krijgt aan het einde van de coalitie-onderhandelingen een "ploeg" aangereikt die hij benoemt tot zijn regering en die in zijn handen de eed aflegt.
De ministerraad, eventueel de eerste minister uitgezonderd, is samengesteld uit evenveel Nederlandstalige als Franstalige ministers.

### Meerderheden
Een regering heeft twee soorten meerderheden nodig: een vertrouwensmeerderheid en een parlementaire beleidsmeerderheid.

#### Vertrouwensmeerderheid
Na de eedaflegging bij de koning gaat de eerste minister voor het parlement het regeerakkoord toelichten, en wordt er na een investituurdebat een vertrouwensstemming gehouden. De motie van vertrouwen heeft geen gekwalificeerde meerderheid nodig, een gewone meerderheid volstaat. De vertrouwensmotie wordt gewoonlijk meerderheid tegen oppositie aangenomen. Door zich te onthouden van een tegenstem kunnen partijen die geen ministers in de regeringsploeg hebben (en dus strikt genomen niet tot de meerderheid behoren) toch passieve steun verlenen aan een regering, maar ook invloed uitoefenen op het regeringsbeleid. De regering kan vallen - in de loop van de legislatuur - wanneer opnieuw een motie van vertrouwen/wantrouwen op de agenda wordt gezet, en passieve steun wegvalt of parlementsleden van de regeringsmeerderheid plots hun steun intrekken.

#### Parlementaire beleidsmeerderheid
Voor het voeren van bepaalde wetgevende acties (zoals bijvoorbeeld het aanpassen van de Grondwet) heeft de regering een 2/3 meerderheid nodig, bovendien in vele gevallen (taalwetgeving, hervorming van de constitutionele instellingen) moet die globale meerderheid ondersteund worden door gekwalificeerde meerderheden (helft+1 of 2/3) ook bestaan in de beide taalgroepen van het parlement (taalgroep wordt samengesteld afhankelijk van de gemeenschap/provincie waarin een parlementslid werd verkozen).

bijvoorbeeld : De federale regering die van 2007-2010 aan de macht was had bijvoorbeeld wel grondwettelijke bevoegdheden (goedgekeurde lijst grondwetsartikelen door de voorgaande parlementsmeerderheid) waardoor zij grondwetsherzieningen konden laten goedkeuren die een parlementaire 2/3 meerderheid vereisen, maar had slechts een gewone meerderheid in de Nederlandstalige taalgroep, waardoor bepaalde grondwetsherzieningen niet konden worden goedgekeurd tenzij die inhoudelijk voldoende tegemoet zou komen aan de Vlaamse oppositie, en de Franstalige taalgroep met zijn meerderheid allerlei -voor hen ongunstige - grondwetsherzieningen kon blokkeren.

## Ministers en staatssecretarissen
Ministers hoeven geen verkozen leden van het parlement te zijn, maar degene die wel verkozen werden nemen ontslag en worden vervangen door een partijgenoot van de opvolgerslijst, in volgorde van hun verkiezingsresultaat. Als een minister zijn functie als minister neerlegt neemt hij zijn functie als verkozene weer op. Ministers die geen verkozene zijn worden meestal als "technocraten" gelabeld.

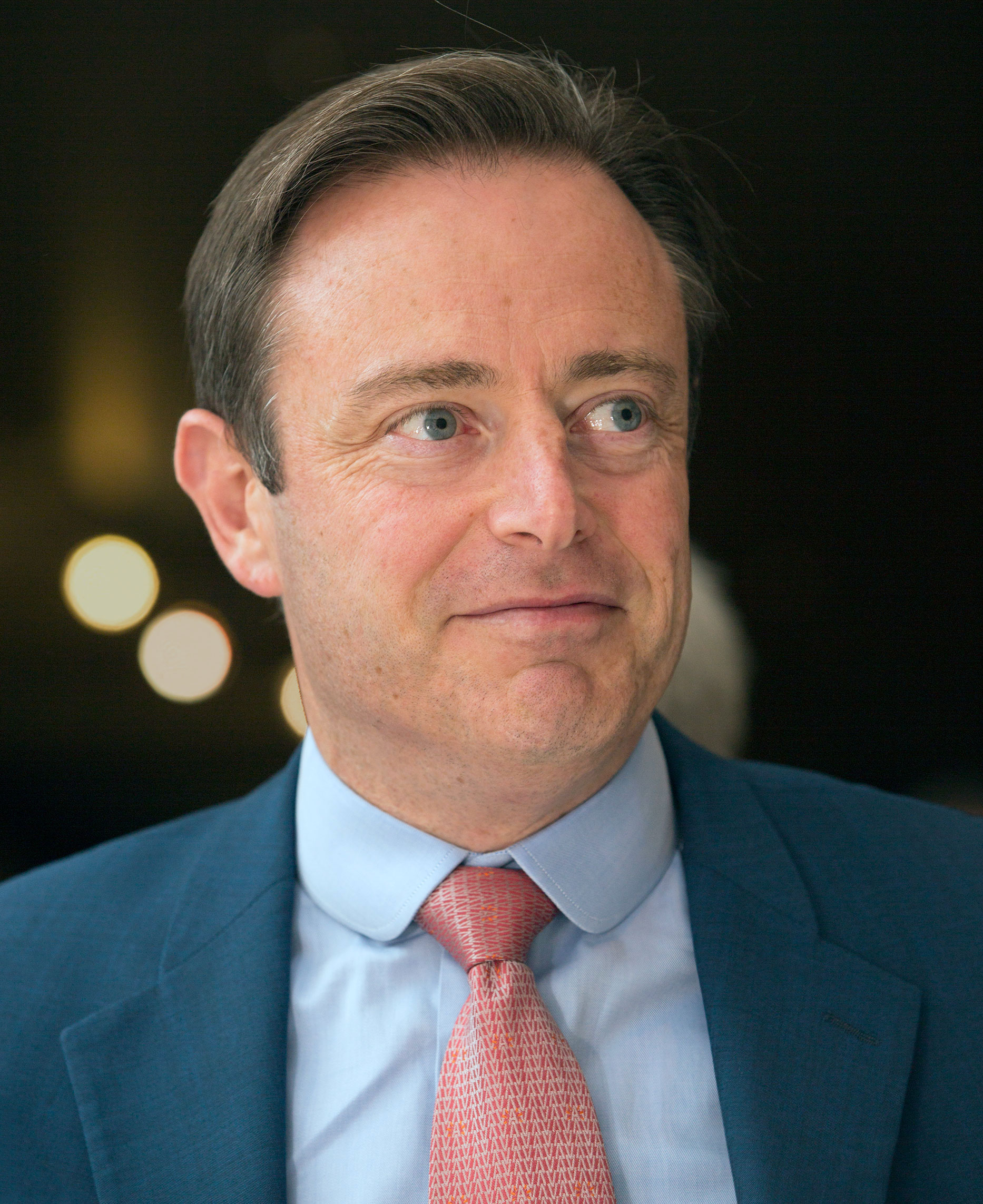
De huidige eerste minister is Bart De Wever.

De regering wordt geleid door de eerste minister. Deze is de voorzitter van de regering en zit de vergaderingen van de ministers voor; de eerste minister is de woordvoerder van de regering in het parlement, en wanneer deze ontslag neemt, impliceert dit doorgaans het aftreden van de volledige regering.
Naast de eerste minister tellen de huidige regeringen ook één of meerdere vice-eersteministers, die als ondervoorzitters van de regering de eerste minister vervangen wanneer dit nodig is.
De ministers zijn volwaardige en permanente leden van de regering. Hun aantal is door de Grondwet beperkt tot ten hoogste vijftien leden (art. 99 GW). In regel beheren zij een bepaald departement. Zo niet, dan zijn ze een "minister zonder portefeuille".
De staatssecretarissen worden toegevoegd aan een minister. Tegenover de bevolking en tegenover het parlement hebben zij dezelfde bevoegdheden als een minister. Binnen de regering moet men hen echter als 'onderministers' beschouwen, belast met een bepaald onderdeel van het beleid.

## Structuur
De federale regering is georganiseerd in verschillende raden: de ministerraad, de regeringsraad, ministercomités en de kroonraad.

### Ministerraad
De belangrijkste vergadering is de ministerraad die samengesteld is uit alle ministers. De staatssecretarissen maken er in principe geen deel van uit, maar zijn in de praktijk meestal aanwezig. Deze ministerraad bepaalt het algemeen beleid van de regering en coördineert de werking van de verschillende ministeries. Hierdoor wordt in feite de bevoegdheid van de afzonderlijke ministers beperkt. De Grondwet bepaalt dat de ministerraad, de eerste minister eventueel uitgezonderd, evenveel Nederlandstalige als Franstalige leden moet tellen (art. 99, al. 2 GW). Deze taalpariteit is in 1970 ingevoerd en geldt ook binnen de Brusselse regering.

### Regeringsraad
De vergadering waarin de ministers en staatssecretarissen zitting hebben, noemt men de regeringsraad. Deze regeringsraad heeft, in tegenstelling tot de ministerraad, geen specifieke rol en wordt ook niet zo vaak bijeengeroepen.

### Ministercomités
Om de beslissingen van de ministerraad of de regeringsraad voor te bereiden, worden er binnen de regering beperkte ministercomités gevormd. De werkwijze en de samenstelling van deze ministercomités hangt af van de omstandigheden. Het voornaamste ministerieel comité is het comité van algemeen beleid, ook kernkabinet genoemd.

### Kroonraad
Zéér uitzonderlijk vergadert de regering in de kroonraad. Dit is een vergadering van de voltallige regering (ministers en staatssecretarissen) samen met de ministers van Staat. De kroonraad kwam voor het laatst bijeen in 1960 ter gelegenheid van de Kongo-kwestie. De titel van minister van Staat is een eretitel die aan personaliteiten, die zich in het openbaar verdienstelijk hebben gemaakt, wordt gegeven.

## Bevoegdheden
Vermits het parlement de horizontale volheid van bevoegdheid heeft, zijn de bevoegdheden van de regering beperkt tot diegene die haar uitdrukkelijk zijn toegekend door de Grondwet of door bijzondere wetten. Vermits enkel de ministers politiek verantwoordelijk zijn voor de akten die de koning ondertekent en die zij dienen mede te ondertekenen, zijn de bevoegdheden van de regering in feite de bevoegdheden van de koning, uiteraard naast de bevoegdheden die specifiek aan een minister of aan de regering zijn opgedragen.
De bevoegdheden van de regering zijn:

### Het uitvoeren van wetten
De wet is algemeen en abstract. Opdat de wet, het decreet of de ordonnantie in de praktijk zou worden toegepast, zijn er uitvoeringsbesluiten nodig. Deze uitvoeringsbesluiten moeten bepalen onder welke concrete vorm die wet, dat decreet of die ordonnantie ten uitvoer zullen worden gelegd.
Het ten uitvoer leggen is een taak van de uitvoerende macht. Men noemt het de verordenende macht van de koning die hij ontleent aan art. 108 van de Grondwet: "Hij maakt de verordeningen en neemt de besluiten die voor de uitvoering van de wetten nodig zijn, zonder ooit de wetten te mogen schorsen of vrijstelling van hun uitvoering te mogen verlenen." Deze tenuitvoerlegging gebeurt door middel van koninklijke besluiten (KB). Die uitvoeringsbesluiten worden opgesteld door ministeriële kabinetten en goedgekeurd door de ministerraad. Deze besluiten kunnen worden aangevochten bij de Raad van State.

### De politie van het rijk
De regering is verantwoordelijk voor de politie van het rijk. Zij staat met andere woorden in voor de openbare orde. Deze openbare orde heeft drie componenten: openbare rust, veiligheid en gezondheid. Die functie mag door de uitvoerende macht slechts uitgeoefend worden binnen het kader van middelen dat hiervoor door de wetgevende macht ter beschikking wordt gesteld.

### Het beheer van de openbare diensten
Een openbare dienst is een organisme dat door de regeerders is opgericht om in een collectieve behoefte te voorzien en dat onder hun controle staat. Bijvoorbeeld: overheidsbedrijven, ambtenarij, ... Als veruit de grootste werkgever van het land (ongeveer 860.000 tewerkgestelden) is het beheer van de openbare diensten een belangrijke bevoegdheid van de overheid. Via een overwegend partijpolitieke benoemingspolitiek van hoge ambtenaren, magistraten, professoren aan rijksuniversiteiten enzovoort kunnen de politieke partijen hun invloed uitbreiden en het behoud van hun machtspositie helpen vrijwaren.

### Het buitenlands beleid
De verdragen met het buitenland worden door de regering (de koning) gesloten. Gaat het om handelsverdragen, of om verdragen die de Belgen binden of die de staat bezwaren opleggen, dan kunnen ze in België pas uitwerking hebben na de goedkeuring van het parlement. 

## Samenstelling huidige federale regering
De huidige regering is de regering-De Wever. Deze regering bestaat uit de volgende partijen: 
 N-VA (24 zetels),  MR (19),  LE (14),  CD&V (11),  Vooruit (13).
| Naam        | Naam                 | Partij | Partij  | Functie en bevoegdheden |
| ----------- | -------------------- | ------ | ------- | --- |
| Kernkabinet |                      |        |         | |
|             | Bart De Wever        |        | N-VA    | Premier |
|             | David Clarinval      |        | MR      | Vicepremier en minister Werk, Economie en Landbouw |
|             | Maxime Prévot        |        | LE      | Vicepremier en minister Buitenlandse Zaken, Europese Zaken en Ontwikkelingssamenwerking                                                                               |
|             | Frank Vandenbroucke  |        | Vooruit | Vicepremier en minister Sociale Zaken en Volksgezondheid, belast met Armoedebestrijding                                                                               |
|             | Vincent Van Peteghem |        | CD&V    | Vicepremier en minister Begroting, belast met Administratieve Vereenvoudiging                                                                                         |
|             | Jan Jambon           |        | N-VA    | Vicepremier en minister Financiën, Pensioenen, belast met Nationale Loterij en de Federale Culturele Instellingen                                                     |
| Ministers   |                      |        |         | |
|             | Annelies Verlinden   |        | CD&V    | Minister Justitie, belast met Noordzee |
|             | Bernard Quintin      |        | MR      | Minister Binnenlandse Zaken en Veiligheid, belast met Beliris |
|             | Theo Francken        |        | N-VA    | Minister Defensie, belast met Buitenlandse Handel |
|             | Jean-Luc Crucke      |        | LE      | Minister Klimaat, Mobiliteit en Ecologische Transitie |
|             | Vanessa Matz         |        | LE      | Minister Modernisering van de Overheid, belast met Overheidsbedrijven, Ambtenarenzaken, Regie der Gebouwen, Digitalisering en Federale Wetenschappelijke Instellingen |
|             | Rob Beenders         |        | Vooruit | Minister Consumentenbescherming, Sociale Fraudebestrijding, Personen met een handicap en Gelijke Kansen                                                               |
|             | Anneleen Van Bossuyt |        | N-VA    | Minister Asiel en Migratie en Maatschappelijke Integratie, belast met het Grootstedenbeleid                                                                           |
|             | Mathieu Bihet        |        | MR      | Minister Energie |
|             | Eléonore Simonet     |        | MR      | Minister Middenstand, Zelfstandigen en KMO's |

## Overzicht federale regeringen (sinds 1999)
| Nr. | Regering        | Premier                      | Partijen                                          | Begin            | Einde            | Dagen |
| --- | --------------- | ---------------------------- | ------------------------------------------------- | ---------------- | ---------------- | ----- |
| 89  | Verhofstadt I   | Guy Verhofstadt (VLD)        | VLD/PRL-FDF-MCC, SP/PS, Agalev/Ecolo              | 12 juli 1999     | 11 juli 2003     | 1460  |
| 90  | Verhofstadt II  | Guy Verhofstadt (VLD)        | VLD/MR, sp.a-Spirit/PS                            | 11 juli 2003     | 21 december 2007 | 1624  |
| 91  | Verhofstadt III | Guy Verhofstadt (VLD)        | CD&V/cdH, Open Vld/MR, PS                         | 21 december 2007 | 20 maart 2008    | 90    |
| 92  | Leterme I       | Yves Leterme (CD&V)          | CD&V/cdH, Open Vld/MR, PS                         | 20 maart 2008    | 30 december 2008 | 285   |
| 93  | Van Rompuy      | Herman Van Rompuy (CD&V)     | CD&V/cdH, Open Vld/MR, PS                         | 30 december 2008 | 25 november 2009 | 330   |
| 94  | Leterme II      | Yves Leterme (CD&V)          | CD&V/cdH, Open Vld/MR, PS                         | 25 november 2009 | 6 december 2011  | 741   |
| 95  | Di Rupo         | Elio Di Rupo (PS)            | PS/sp.a, Open Vld/MR, CD&V/cdH                    | 6 december 2011  | 11 oktober 2014  | 1040  |
| 96  | Michel I        | Charles Michel (MR)          | MR/Open Vld, N-VA, CD&V                           | 11 oktober 2014  | 9 december 2018  | 1520  |
| 97  | Michel II       | Charles Michel (MR)          | MR/Open Vld, CD&V                                 | 9 december 2018  | 27 oktober 2019  | 322   |
| 98  | Wilmès I        | Sophie Wilmès (MR)           | MR/Open Vld, CD&V                                 | 27 oktober 2019  | 17 maart 2020    | 141   |
| 99  | Wilmès II       | Sophie Wilmès (MR)           | MR/Open Vld, CD&V                                 | 17 maart 2020    | 1 oktober 2020   | 198   |
| 100 | De Croo         | Alexander De Croo (Open Vld) | PS/Vooruit (sp.a), MR/Open Vld, Ecolo/Groen, CD&V | 1 oktober 2020   | 3 februari 2025  | 1586  |
| 101 | De Wever        | Bart De Wever (N-VA)         | N-VA, MR, Les Engagés, Vooruit, CD&V              | 3 februari 2025  | heden            | 48    |

### Historische lijsten van Belgische ministers
- Lijst van premiers van België
- Lijst van vicepremiers van België

- Lijst van Belgische ministers van Arbeid en Sociale Voorzorg
- Lijst van Belgische ministers van Begroting
- Lijst van Belgische ministers van Binnenlandse Zaken
- Lijst van Belgische ministers van Buitenlandse Handel
- Lijst van Belgische ministers van Buitenlandse Zaken
- Lijst van Belgische ministers van Cultuur en Wetenschappen
- Lijst van Belgische ministers van Economische Zaken
- Lijst van Belgische ministers van Energie
- Lijst van Belgische ministers van Financiën
- Lijst van Belgische ministers van Institutionele Hervormingen
- Lijst van Belgische ministers van Justitie
- Lijst van Belgische ministers van Koloniën
- Lijst van Belgische ministers van Landbouw
- Lijst van Belgische ministers van Landsverdediging
- Lijst van Belgische ministers van Middenstand
- Lijst van Belgische ministers van Openbaar Ambt
- Lijst van Belgische ministers van Onderwijs
- Lijst van Belgische ministers van Ontwikkelingssamenwerking
- Lijst van Belgische ministers van Openbare Werken
- Lijst van Belgische ministers van Ravitaillering en Wederopbouw
- Lijst van Belgische ministers van Verkeerswezen
- Lijst van Belgische ministers van Volksgezondheid

### Gemeenschaps- en gewestregeringen
- Overzicht van Vlaamse Regeringen
- Overzicht van Brusselse Hoofdstedelijke Regeringen
- Overzicht van Waalse Regeringen
- Overzicht van Franse Gemeenschapsregeringen
- Overzicht van Duitstalige Gemeenschapsregeringen

## Overlegcomité
Omdat in de Belgische bestuurspraktijk meermaals overleg nodig is tussen de verschillende beleidsniveaus, is het Overlegcomité in het leven geroepen. Het comité, dat is samengesteld uit vertegenwoordigers van de federale en gewestelijke regeringen, kan tevens ondergeschikte Interministeriële Conferenties van vakministers instellen. 